# Хебрејски језик
Хебрејски језик (хебр. עברית [ivrit — иврит]) је семитски језик афро-азијатске породице језика којим говори 9 милиона људи широм света, углавном у Израелу, деловима палестинских територија, САД и у јеврејским заједницама широм света.
Корен потиче од библијско хебрејског језика, који је кориштен при писању Старог завета пре 3300 година. Јевреји су за њега користили израз  = „Свети језик“, јер су њиме писане свете књиге. Историјски, Он се сматрао језиком Израелита и њихових претходника, мада се језик се није називао хебрејским у Танаху. Најранији примери написани у палео-хебрејском датирају из 10. века п. н. е. Хебрејски припада западно семитској грани афроазијске језичке фамилије. Хебрејски је једини преостали живи ханански језик, и једини истински успешан пример оживљеног мртвог језика.
Већина лингвиста се слаже да је библијски хебрејски почео нестајати пошто је вавилонски краљ уништио Јерусалим 607. п. н. е. године (прво уништење Јерусалима), а наслеђивао га је мишнајски хебрејски, локалне верзије арамејског језика и у мањој мери грчки су већ биле у употеби као међународни језици, посебно међу елитама и имигрантима.
Сматра се да је око 200. године, када се јеврејско становништво Јудеје под римском владавином почело смањивати, хебрејски у потпуности ишчезао из свакодневног говора, али је остао у употреби као писани језик кроз векове. Њиме су писани не само верски, него и световни текстови као што су писма, пословни уговори, научни и филозофски списи, поезија итд.
Хебрејски је поновно ушао у свакодневни говор крајем 19. и почетком 20. века као модерни хебрејски језик, који је наследио средњовековни хебрејски. То је била последица настојања да се Јевреји прикажу као модерна нација, што није било лако постићи уз цели низ језика – арапски, јудезмо (ладино), јидиш, руски и друге језике којима су се користиле различите јеврејске заједнице у свету.
Модерни хебрејски је године 1921. постао службени језик у британском мандату Палестине, а након тога и службени језик државе Израел. Јеврејско име за језик је иврит (хебр. עברית []). Модерни хебрејски је један од два званична језика државе Израел (други је модерни стандардни арапски), док се премодерни хебрејски користи за молитве или студирање у јеврејским заједницама широм света у данашње време. Древни хебрејски је исто тако литургијски језик Самарићана, док су модерни хебрејски или арапски језик њихови говорни језици. Као страни језик, њега углавном студирају Јевреји и студенти јудаизма и Израела, као и археолози и лингвисти који се специјализују у Средњем истоку и његовим цивилизацијама, и теолози у хришћанским семеништима.
Тора (првих пет књига), и већина остатка хебрејске библије, је написана у библијском хебрејском, са знатним делом његове садашње форме специфично у дијалекту за који научници сматрају да је цветао око 6. века п. н. е., око времена вавилонског ропства. Из тог разлога, Јевреји називају хебрејски Leshon Hakodesh (לשון הקדש) = „светим језиком“, од древних времена.
У Србији, почев од школске 2006/07, на наставно-научном одељењу у Панчеву Интернационалног универзитета у Новом Пазару постоје студије хебрејског језика и књижевности, а од 2008. године постоји и Институт за хебрејски језик и књижевност.

## Етимологија
Модерна реч хебрејски је је изведена из речи Ivri (множина Ivrim), једног од неколико имена за Израелите (Јевреје или Самарићане). Она се традиционално сматра придевом базираном на имену Абрахамовог претка, Ебера (Ever עבר у хебрејском), поменутог у Genesis 10:21. Могуће је да је ово име базирано на корену ʕ-b-r (עבר) са значењем „пријећи преко”. Интерпретације термина ʕibrim га повезују са овом глаголом; прећи преко и омилитички или људи који прелазе преко реке Еуфрата.
У Библији, хебрејски језик се назива Yəhudit (יהודית) пошто је Јудеја (Yəhuda) била једино преживело краљевство у време навода (касни 8. век п. н. е. (Ис 36, 2 краља 18)). У Isaiah 19:18 он се назива „језиком Ханана” (שפת כנען).

## Историја
Хебрејски језик пропада хананској групи језика, који су грана северозападне семитске фамилије језика.
Према Аврахам Бен-Јосефу, хебрејски је цветао као говорни језик у краљевствима Израел и Јудеја током периода од око 1200 до 586. п. н. е. Научници расправљају о степену до кога је хебрејски био говорни јези у древним временима након вавилонског прогона, када је предоминантни међународни језик у региону био староарамејски јазик.
Хебрејски је изумро као колоквијални језик до времена касне антике, али је настављено са његовом употребом као књижевним језиком и као литургијским језиком Јудаизма. При томе су еволуирали разни дијалекти књижевног средњовековног хебрејског језика, док није дошло до његовог препорода као говорног језика у касном 19. веку.

### Најстарији хебрејски натписи
У јулу 2008 израелски археолог Јосеф Гарфинкел је открио керамички поклопац на локалитету Кирбет Кеијафа за који тврди је је вероватно најранији узорак хебрејског текста до сада откривеног, који потиче из периода пре око 3000 година. Хебрејски универзитетски археолог Амихај Мазар је изјавио да инскрипција јесте „протохананска”, али је упозорио да, „диференцијација између записа и између самих језика у том раздобљу, остаје нејасна,” и сугерисао је да називање тог записа хебрејским може да буде претеривање.
Гезерски календар такође потиче из 10. века п. н. е. са почетка монархијског периода, традиционалног времена владавине Давида и Соломона. Класификован као архаични библијски хебрејски, календар представља списак сезона и сродних пољопривредних активности. Гезерски календар (именован по граду у чијој близини је нађен) је написан у старосемитском писму, које је сродно са феничанским и које је кроз грчко и етрурско писмо, касније постало римско писмо. Гезерски календар је написан без самогласника, и консонанти се не користе уз подразумевање самогласника, чак ни на местима где каснији хебрејски правопис то захтева.
Бројне старије плоче су пронађене у региону са сличним записима написаним на другим семитским језицима, на пример протосинајским. Сматра се да оригинални облици писма потичу од египатских хијероглифа, мада су фонетске вредности инспирисане акрофонским принципом. Заједнички предак хебрејског и феничанског језика се зове ханански језик, и био је први у коме је кориштен семитски алфабет који је разликује од египатског. Један антички документ, познат као Моабитски камен, написан је у моабитском дијалекту; Силоамски натпис, пронађен у близини Јерусалима, је један од раних примера хебрејског. Пример архајског хебрејског из ближе прошлости је остракон нађен у близини Лахиша, који описује догађаје који су претходили паду Јерусалима под Набукодоносором II и вавилонском заточеништву 586. п. н. е.

### Класични хебрејски

#### Библијски хебрејски
У свом најширем смислу, библијски хебрејски се односи на говорни језик античког Израела који је био широко заступљен од 10. века п. н. е. до почетка 4. века наше ере. Он се састоји се од неколико еволуирајућих и преклапајућих дијалеката. Фазе класичног хебрејског језика се често називају по важним књижевним делима која су повезана са њима.
- Архаичани библијски хебрејски од 10. до 6. века п. н. е, кореспондира монархистичком периоду до вавилонског прогонства и представљен је у појединим текстовима у хебрејској Библији (Танах), нарочито у песми Мојсија (Егзодус 15) и у песми Деборе (Судије 5). Такође се назива старим хебрејским или палеохебрејским. Он је написан у старохебрејском алфабету. Алфабет који је проистекао из њега, самарићански алфабет, још увек користе Самарићани.

- Стандардни библијски хебрејски у периоду од 8. до 6. века п. н. е, кореспондира касном монархистичком периоду и вавилонском прогону. Он је представљен највећим делом хебрејске Библије која је попримила највећи део своје садашње форме током тог периода. Такође се назива библијским хебрејским, раним библијским хебрејским, класичним библијским хебрејским (или класичним хебрејским у ужем смислу).
- Касни библијски хебрејски, од 5. до 3. века п. н. е, што кореспондира персијском периоду и представљен је појединим текстовима текстовима у хебрејској Библији, а посебно књигама Јездре и Немије. У основи је сличан са класичним библијским хебрејским, изузев неколико адаптираних страних речи углавном за услове владавине, и неким синтактичким иновацијама као што је употреба члана shel (од, припадајући). Такође је прихваћена империјална арамејска азбука (из које је модерно хебрејско писмо изведено).
- Израелски хебрејски је предложени северни дијалект библијског хебрејског језика, потврђен у свим језичким ерама, који се у неким случајевима надметао с касним библијским хебрејским језиком као објашњење за нестандардне језичке особине библијских текстова.

#### Рани постбиблијски хебрејски
- Хебрејски свитака са Мртвог мора из 3. века п. н. е. до 1. века, кореспондира са хеленистичким и романским периодима пре деструкције Јерусалимског храма и представљен је кумранским свицима који сачињавају већину (ако не и све) свитке са Мртвог мора. Обично је скраћено назива DSS хебрејским, а понекад и кумранским хебрејским. Империјални арамејски алфабет ранијих свитака је у 3. веку п. н. е. еволуирао у хебрејски четвртасти алфабет каснијих свитака у 1. веку п. н. е, такође познат као ketav Ashuri (асирски алфабет), који је још увек у употреби.
- Мишнајски хебрејски из периода од 1. до 3. или 4. века, кореспондира са романским периодом након уништења Јерусалимског храма и представљен је највећим делом Мишне и Тосефте унутар Талмуда, као и свицима са Мртвог мора, а посебно Бар Кохбиним писмима и Бакарним свитком. Он се исто тако назива танактским хебрејским или раним рабинским хебрејским.

Понекад се горње фазе говорног класичног хебрејског поједностављују у „библијски хебрејски” (чиме се обухвата неколико дијалеката од 10. века п. н. е. до 2. века п. н. е. и постојећи у неким од свитака са Мртвог мора) и „мишнајски хебрејски” (чиме се обухватају дијалекти од 3. века п. н. е. до 3. века и постојећи дијалекти у неким другим свицима са Мртвог мора). Међутим, у данашње време, многи хебрејски лингвисти класификују хебрејске свитке са Мртвог мора као сет дијалеката који су еволуирали из касног библијског хебрејског и у мишнајски хебрејски, те стога обухватају елементе оба, али остају дистинктни од оба. До почетка вихантијског периода у 4. веку, класични хебрејски је престао да буде регуларни говорни језик, око једног века након објављивања Мишне, очигледно опадајући услед последица катастрофалног Бар Кохбиновог рата око 135. године.